# Frances Tilton Weaver
Frances Tilton Weaver (1904–2003) war eine US-amerikanische Anwältin aus Illinois.

## Leben
Frances Tilton Weaver wurde 1904 in Hays, Kansas geboren. In ihren frühen Jahren zog ihre Familie nach Valparaiso, Indiana. Dort studierte Tilton an der Valparaiso University Rechtswissenschaft. 1925 schloss sie ihr Studium als erste weibliche Absolventin in der Geschichte der juristischen Fakultät der Universität ab.
Tilton wurde 1925 zur Rechtsausübung am obersten Gericht von Indiana, 1927 am obersten Gericht von Illinois, und 1929 am District Court of Illinois zugelassen. Es wurde berichtet, dass sie die jüngste weibliche Anwältin sei, welche Anwaltszulaßungen in den obersten Gerichten der Staaten habe, und sie war die erste Frau, die in Porter County Recht ausübte. Sie übte in Chicago bis 1933 Recht aus, wonach sie sich ihrem Vater in Valparaiso in der Praxis anschloss.
Sie war ein Mitglied des Verwaltungsrats der Öffentlichen Bibliothek von Valparaiso, des YMCA Board, des City Planners Comission, und der League of Women Voters. Sie wurde 1958 im "Who's Who of American Women" aufgeführt. In den 1930er Jahren half Tilton bei der Organisation des Porter Memorial Hospital Guild mit.
Tilton starb 2003.

## Auszeichnungen und Anerkennungen
Sie war Ehrenmitglied der Stundentinnenverbindung Kappa Kappa Kappa sowie der Valparaiso Women's Club.
1993 erhielt Tilton den Leach Centennial First Woman Award von der juristischen Fakultät der Valparaiso University. Im gleichen Jahr erhielt sie eine Auszeichnung von der Anwaltskammer des Bundesstaates Indiana als geehrte Frau im Rahmen zu 100 Jahren Frauen im juristischen Beruf. Danach richtete die juristische Fakultät das Francis-Tilton-Weaver-Stipendium zu ihren Ehren ein.
Im Jahr 2004 trugen Studierende im Rahmen der Feier zum 125-jährigen Bestehen der juristischen Fakultät der Valparaiso University den handgeschnitzten Spazierstock, der Tilton gehörte, als Teil des sogenannten ‚Cane March‘ – einer Tradition, bei der Jurastudierende im Abschlussjahr mit Spazierstöcken und Strohhüten vom Campus der Valparaiso University bis zum Gerichtsgebäude des Porter County auf dem Stadtplatz von Valparaiso marschieren. Sie wurde von der Alumni-Vereinigung der Valparaiso University als eine der 150 einflussreichsten Persönlichkeiten von Valparaiso ausgezeichnet.